# محمد مجرشي (لاعب كرة قدم مواليد 1999)
محمد زيد مجرشي مواليد 24 سبتمبر 1999 في السعودية، هو لاعب كرة قدم سعودي في نادي طويق.

## مسيرة اللاعب
لعب سابقاً في الفئات السنية في نادي الهلال ولعب بعدها مع نادي المجزل ونادي أحد ونادي الجبلين ونادي الشعلة ونادي الريان ونادي طويق.